# Supercell (groupe)
Pour les articles homonymes, voir Supercell.
supercell est un groupe japonais de J-pop, qui a débuté avec de la musique dōjin et qui s’est fait connaître en mettant ses chansons sur le site de partage de vidéo Nico Nico Douga. À l’origine, c’est la mise en ligne de leur première chanson intitulée Melt (メルト, Meruto) sur Nico Nico Douga dans la soirée du 7 décembre 2007 qui a formellement lancé le groupe.
À ses débuts, supercell n’utilisait que la vocaloid Hatsune Miku dans les chansons qu’il publiait sur Nico Nico Douga. Puis, la popularité des chansons leur a permis de publier un album en indépendant portant le nom du groupe lors du Comiket 74 en août 2008.
Le 4 mars 2009 est marqué par l’entrée du groupe en major chez Sony Music Entertainment Japan, et par la réédition de leur premier album supercell comprenant l'ajout de nouvelles chansons et d'un DVD, et incluant l'artbook supercell works.
Le 12 août 2009, supercell sort son premier single Kimi no Shiranai Monogatari (君の知らない物語), avec la participation de Nagi Yanagi au chant. Ce premier single est marqué par l'absence de la vocaloid Hatsune Miku. Cette chanson deviendra par la suite l'ending de l'anime Bakemonogatari.

## Histoire

### 2007-2008: Formation et sortie indépendante
Le 7 décembre 2007, ryo met en ligne la chanson Melt (メルト, Meruto) sur le site de partage de vidéo Nico Nico Douga, en utilisant pour le chant la vocaloid Hatsune Miku. Depuis ce jour la vidéo a été vue plus de 8 millions de fois,,. L'auteur, ryo, avait utilisé une illustration de Hatsune Miku faite par 119 sans son autorisation (avant qu'il entre dans le groupe), ryo s'est excusé après coup. 119 répondit qu'il était très intéressé par Melt (メルト, Meruto), et commença à travailler avec ryo, créant le groupe supercell,. Ensuite les autres membres ont rejoint supercell, jusqu'à former le groupe tel qu'il est aujourd'hui avec 11 membres.
Dans un article du The Japan Times, ryo admet avoir upload sur le site de partage de vidéo Nico Nico Douga la chanson Melt (メルト, Meruto) « sans grandes intentions »,. Appréciant le système particulier de commentaire en place sur Nico Nico Douga, ryo a choisi de mettre ses chansons sur ce site. Au début, ryo n'avait pas l'intention d'utiliser Hatsune Miku comme chanteuse pour ses chansons, et les membres de supercell ne la connaissaient même pas (ni, par extension, les vocaloid), avant que Melt (メルト, Meruto) gagne en popularité. Mais comme ryo ne connaissait aucun chanteur, ses amis lui recommandèrent d'utiliser Hatsune Miku, il pensa que c'était une bonne idée, les chansons utilisant Hatsune Miku comme chanteuse commençaient à se développer sur Nico Nico Douga.
En 2008, supercell continue de sortir des chansons qui deviennent rapidement populaires. Le 22 février 2008, supercell met en ligne Love Is War (恋は戦争, Koi wa Sensō), le 31 mai 2008 World is Mine (ワールドイズマイン, Wārudo izu Main), et le 13 juin 2008 Black★Rock Shooter (ブラック★ロックシューター, Burakku★Rokku Shūtā), chacune de ces chansons a été vue plus d'un million de fois.
Sur Nico Nico Douga, World is Mine (ワールドイズマイン, Wārudo izu Main) et Black★Rock Shooter (ブラック★ロックシューター, Burakku★Rokku Shūtā) ont tous les deux atteint la place de vidéos les mieux classées selon le My List Rankings. Il a composé la chanson Kibō no Neiro (キボウノネイロ) sortie le 15 juillet 2008 comme un image song dans le 5e volume du light novel Oto×Maho de Shū Shirase. Le CD était uniquement en vente en édition limitée à l'Animate et lors du Comic Toranoana. Le CD en vente lors de l'Animate était chanté par Hatsune Miku, la version du Comic Toranoana était chanté par une humaine : Sari.
Lors du Comiket 74 en août 2008, supercell sort son premier album en indé, nommé supercell, qui contient les chansons les plus populaires du groupe, plusieurs nouvelles chansons qui n'ont pas été mises en ligne, et un artbook nommé supercell works. Le 12 décembre 2008, supercell met en ligne Hajimete no Koi ga Owaru Toki (初めての恋が終わる時) sur Nico Nico Douga, qui est resté en première position des vidéos classées dans le My List Rankings trois jours consécutifs, et a été vu plus d'un million de fois. C'était la dernière vidéo mise en ligne par supercell.

### 2009-2011: Début en major et Nagi Yanagi
Le groupe a débuté en major avec Sony Music Entertainment Japan avec la ressortie de l'album supercell le 4 mars 2009. La nouvelle version inclut l'artbook supercell works (déjà présent dans la version indé). L'album contient aussi de nouvelles chansons et un DVD avec les PV de quatre chansons. L'album s'est classé 4e dans le classement Oricon hebdomadaire des albums, et en juin 2009 il a reçu un disque d'or par la Recording Industry Association of Japan pour avoir vendu plus de 100 000 copies en un an.
Le groupe a aussi sorti son premier single en major : Kimi no Shiranai Monogatari (君の知らない物語) le 12 août 2009 qui se classe 5e dans le classement hebdomadaire des singles d'Oricon. La chanson a servi d'ending à l'anime Bakemonogatari, la chanson LOVE & ROLL a servi d'ending au film anime Cencoroll, et la chanson instrumentale theme of 'CENCOROLL' a été utilisée pour le trailer. Ce single est le premier sans Hatsune Miku au chant, et est par conséquent le premier avec la chanteuse Nagi Yanagi. Le groupe a été choisi comme l'un des cinq meilleurs artistes japonais de l'année 2009 pendant la compétition du Japan Gold Disc Award en 2010.
Un second single, sayonara memories (さよならメモリーズ), est sorti le 10 février 2010. Avec Nagi Yanagi au chant. Le single se classe 7e au classement Oricon.
Le 3e single Utakata Hanabi/Hoshi ga Matataku Konna Yoru ni (うたかた花火/星が瞬くこんな夜に) est un double face A sorti le 25 août 2010. La chanson Utakata Hanabi (うたかた花火) est le 14e ending de l'anime Naruto Shippûden, et Hoshi ga Matataku Konna Yoru ni (星が瞬くこんな夜に) est l'ending du visual novel Mahōtsukai no Yoru (en) de Type-Moon.
Un single split est sorti en collaboration avec kz, de livetune appelé Kotchi Muite Baby / Yellow (こっち向いて Baby / Yellow) qui est le thème du jeu vidéo Hatsune Miku: Project DIVA. Yellow a été composé par kz et ryo a composé Kotchi Muite Baby (こっち向いて Baby). Le single est sorti le 14 juillet 2010 chez Sony Music Direct, et depuis que supercell est en major, c'est le premier single avec au chant Hatsune Miku.
La chanson Hero (ヒーロー) est le thème du magazine Aoharu de la Shueisha. Aoharu est une édition spéciale du Young Jump dont le premier numéro est sorti le 30 novembre 2010. La version complète de la chanson a été mise en ligne sur le site web de Sony Music le 30 novembre 2010 en écoute limitée.
Un original video animation d'environ 50 minutes nommé Black★Rock Shooter (ブラック★ロックシューター, Burakku★Rokku Shūtā) est sorti le 24 juillet 2010, inspiré de la chanson Black★Rock Shooter (ブラック★ロックシューター, Burakku★Rokku Shūtā), et du clip dont les illustrations viennent de huke. Une édition pilote de l'anime est sorti en DVD et Blu-ray le 30 septembre 2009. Le superviseur Yutaka Yamamoto a collaboré sur le projet avec ryo, huke et avec le studio d'animation Ordet, Shinobu Yoshioka a dirigé le projet Black★Rock Shooter (ブラック★ロックシューター) est la première production solo d'Ordet en tant que studio principal, auparavant il a participé à d'autres anime en tant que studio secondaire. Quelques séquences de l'OVA ont été montrées lors de l'Anime Expo le 4 juillet 2010.
À la fin de l'année 2010, l'entreprise INCS toenter, basée à Shibuya, crée un label discographique nommé TamStar Records, pour les musiciens et autres artistes qui ont fait leurs débuts dans la musique dōjin. Le groupe supercell est l'un des premiers à avoir rejoint le label, avec d'autres comme livetune, Gom, Rapbit, et Nagi Yanagi, supercell a participé à un album de compilation nommé TamStar Records Collection Vol. 0 sorti dans une édition limitée au Comiket 79, en décembre 2010. Ils ont fait deux chansons : Kibō no Neiro (キボウノネイロ) chantée par Hatsune Miku, et Ashita e (アシタヘ) chantée par Rapbit et Clear. TamStar Records a sorti un remix de l'album supercell, qui est un hommage au groupe Stowaways lors du Comiket 79.
Le deuxième album de supercell Today Is A Beautiful Day est sorti le 16 mars 2011. L'album contient d'anciennes chansons comme Utakata Hanabi/Hoshi ga Matataku Konna Yoru ni (うたかた花火 / 星が瞬くこんな夜に), mais aussi de nouvelles, la chanteuse est Nagi Yanagi.

### 2011 à aujourd'hui: la chanteuse Koeda
Le groupe a mis en place des auditions du 25 mai 2010 au 19 juin 2011, pour trouver un chanteur pour leur troisième album. Le principal critère que juge supercell est la voix, l'âge ou le sexe ne compte pas,. Plus de 2 000 candidats ont participé, deux filles ont été choisies : Koeda qui a 15 ans et chelly qui a 17 ans,.
Le groupe a collaboré avec le musicien de musique dōjin Dixie Flatline pour sortir le single split Sekiranun Graffiti/Fallin' Fallin' Fallin' (積乱雲グラフィティ/Fallin' Fallin' Fallin') le 31 août 2011 chez SOULTAG, le jour du 4e anniversaire de la chanteuse Hatsune Miku,. Dixie Flatline a composé Fallin' Fallin' Fallin' et ryo a composé Sekiranun Graffiti (積乱雲グラフィティ) qui est l'opening de Hatsune Miku : Project Diva Extend (en).
Les chansons de l'anime Guilty Crown sont produites par supercell. Le premier opening My Dearest et 4e single de supercell est sorti le 23 novembre 2012 chanté par Koeda.
Le second ending, Kokuhaku (告白), chanté par Koeda, est sorti le 7 mars 2012 dans le 7e single de supercell Kokuhaku / Bokura no Ashiato (告白 / 僕らのあしあと), c'est un double face A. Bokura no Ashiato (僕らのあしあと) est l'ending de l'anime Black★Rock Shooter (ブラック★ロックシューター) qui a été diffusé en 2012.
La chanson Light My Fire a été écrite par ryo et est chantée par KOTOKO, c'est le premier opening de l'anime Shakugan no Shana III (Final),, et la chanson Naisho no Hanashi (ナイショの話), chantée par ClariS, qui est l'ending de l'anime Nisemonogatari,
Le groupe a fait l'opening du film Nerawareta Gakuen (ねらわれた学園). La chanson a été achevée le 2 juin 2012, l'opening se nomme Giniro Hikōsen (銀色飛行船, Litt. Le dirigeable d’argent), le single sortira le 19 décembre 2012 la chanteuse est Koeda, c'est le 9e single de supercell. L'opening du jeu Hatsune Miku : Project DIVA F (en) est ODDS&ENDS écrit et composé par ryo avec Hatsune Miku au chant, le single ODDS&ENDS/Sky of Beginning est sorti le 29 août 2012 en collaboration avec Jin.
En 2012 yoshiki usa(wooserdesign) en collaboration avec Tomoko Fujinoko crée le manga Wooser no Sono Higurashi, dont l'ending de l'anime est chanté par TIA et produit par ryo, la chanson se nomme Love Me Gimme (ラブミーギミー, Rabu Mii Gimii) sortie le 19 décembre 2012. Le 11e single The Bravery, opening de l'anime Magi : The Labyrinth of Magic, est sorti le 13 mars 2013.
En mai 2013 Supercell a réalisé 拍手喝采歌合 (Hakushu kassai utaawase) qui sert de nouveau thème d'ouverture à l'anime Katanagatari lors de sa rediffusion au Japon.

### EGOIST et chelly
En 2011 commence la diffusion de l’anime Guilty Crown dont le character design est assuré par redjuice, les opening et ending sont réalisés par supercell. La participation se fait sous le nom du groupe originel, et sous un nom de groupe fictif EGOIST apparaissant dans l’anime.
Sous le nom EGOIST le 1er ending et le 2e opening sont sortis. Les chansons sont toutes chantées par chelly.
Le premier ending (et 5e single de supercell) est Departures ～Anata ni Okuru Ai no Uta～ (Departures ～あなたにおくるアイの歌～) chanté par chelly sorti le 30 novembre 2011, le CD inclus aussi un remix de Boom Boom Satellites.
Le second opening The Everlasting Guilty Crown est sorti le 7 mars 2012, c'est le 6e single de supercell.
Le troisième album de supercell est sorti le 19 septembre 2012, le titre de l'album est Extra terrestrial Biological Entities.
Le single Namae no nai kaibutsu (名前のない怪物, Litt. Monstre sans nom) est sorti le 5 décembre 2012, c'est l'ending de l'anime Psycho-Pass et le 8e single de supercell. Le 10e single All Alone With You est sorti le 6 mars 2013, c'est le 2e ending de l'anime Psycho-Pass. Leur dernier single à ce jour est Fallen, sorti le 14 janvier 2015 et est le 3e ending de Psycho-Pass.

## Style musical et influences
Daniel Robson, du The Japan Times a décrit dans un article la musique de supercell comme « reposant fermement dans la J-pop sentimentale [...], elle explore aussi les genres du jazz, spancier, et dance [...] »,. Le même article a comparé les musiques de supercell aux chanteuses de J-Pop YUI et aiko, et ryo a lui-même exprimé le fait qu'il aime les expressions humaines dans ses chansons. Quand ryo crée une musique, il commence généralement par « fredonner un air sur un microphone ou joue une mélodie au piano »,. Bien que cela dépend de la chanson, il a tout de même l'habitude de « [...] jouer au piano [électrique] et de noter la progression harmonique, puis il écrit les paroles [...]. »,. Il a cité des « artistes qui ont fusionné le rock et le hip-pop avec les dernières technologies » qui ont influencé sa musique comme Massive Attack, Boom Boom Satellites, Portishead, Tricky, et Unkle.
Il trouve difficile, en tant qu'homme, d'écrire des paroles « tendres » qui seront chantées par de jeunes filles,. Quand ryo écrit des paroles qui seront chantées par Hatsune Miku, il les écrit sans hésitation basées sur ses idées initiales, avec peu de réécriture, ce qu'il trouve être la meilleure des choses. Car comme Hatsune Miku est un programme informatique, elle ne ressentira pas d'embarras à chanter ses chansons. Il admet que ses amis se moquaient de lui à cause de ses paroles, mais selon lui « si une jeune fille de 16 ans doit chanter » ce doit être « des chansons romantiques »,. Cependant quand ryo écrit des chansons pour des chanteuses humaines - comme Nagi Yanagi par exemple - il fait attention à ne pas en faire des chansons embarrassantes à chanter.
Quand ryo reçoit une offre pour faire un indicatif musical, il écrit des paroles qui sont en lien avec le thème et l'ambiance du travail donné, comme avec Kimi no Shiranai Monogatari (君の知らない物語), ending de Bakemonogatari, ou encore Hoshi ga Matataku Konna Yoru ni (星が瞬くこんな夜に), ending de Mahōtsukai no Yoru (en).

## Membres
Le groupe se compose de 11 membres emmenés par ryo, qui est à la fois le parolier et le compositeur. Les autres membres fournissent les illustrations, l'animation, le design, et les illustrations pour les couvertures d'albums et des clips.
- ryo[N 19] (composition, parole, leader)
- shirow miwa (三輪士郎?) (illustration)
- huke (illustration)
- redjuice (illustration)
- suga (スガ?) (illustration)
- mac (マクー, makū?)[N 20] (illustration et animation)
- yoshiki usa(wooserdesign) (宇佐義大（wooserdesign）?) (design)
- hei8ro (丙8郎?)[N 21] (assistant illustration et photographie)
- guitar[N 22] (assistant illustration)
- crow (assistant)
- golv (assistant)

Ancien(s) membre(s)
- 119[N 4] (illustration)

Chanteuses
Les chanteuses citées ne font pas réellement partie du groupe. Pour des raisons de clarté, elles ont tout de même été ajoutées dans la partie « membres ».
- Nagi Yanagi[N 8] (chant)
- Koeda (chant)
- chelly (chant)

## Discographie
- supercell (2009)
- Today Is A Beautiful Day (2011)
- Extra terrestrial Biological Entities (2012)